# Hiles (hrabstwo Forest)
Hiles – miasto w Stanach Zjednoczonych, w stanie Wisconsin, w hrabstwie Forest.